# Terza pagina
De zogenaamde terza pagina, oftewel de culturele pagina, is een typisch fenomeen van de Italiaanse kranten. Terwijl kranten in andere landen al speciale culturele bijlagen kenden, bestond er tot 1910 in de Italiaanse kranten geen speciale plek voor cultuurgerelateerde artikelen. De krant Il Giornale d’Italia bracht hier in december 1910 verandering in door een speciaal nieuwsbericht te schrijven over de première van Francesca da Rimini, een toneelstuk van Gabriele d'Annunzio. Het doel was om uiteindelijk alle artikelen over cultuur op één pagina te plaatsen. Er werd besloten om dit om de derde pagina van de krant te doen, vandaar de naam terza pagina. (Italiaans "terza" = derde)
 
Tot op dat moment werd er maar weinig over cultuur geschreven in de kranten en de pagina had dan ook meteen veel succes. Vooral de Corriere della Sera wist van de terza pagina een groot succes te maken. Onder Luigi Albertini werden grote namen uit de literaire wereld aangetrokken om voor deze pagina te schrijven. Een nieuw fenomeen binnen de journalistieke wereld was geboren.

De artikelen op de terza pagina worden voornamelijk door schrijvers geschreven en niet door journalisten. De pagina heeft daardoor van begin af aan een eigen identiteit; de artikelen worden gekenmerkt door een elegante, verzorgde en vooral literaire schrijfstijl. De onderwerpen van de artikelen lopen uiteen van kunst en geschiedenis tot literatuur. 

## De elzeviro
Het meest populaire ‘genre’ op de terza pagina is de zogenaamde elzeviro (elsevier). De elzeviro is een verdiepingsartikel en onderscheidt zich daarmee duidelijk van de nieuwsartikelen in de rest van de krant. Omdat de artikelen dus geen nieuwswaarde hebben, moeten ze uitblinken door de literaire kwaliteiten van de schrijver. Schrijvers doen hun best om het meest literaire stuk te schrijven en zo wordt de elzeviro al snel een ware stijloefening voor de grote namen uit de Italiaanse literatuur.

De elzeviro verandert mee met de tijd en het sociale klimaat. Er wordt niet alleen over kunst en cultuur geschreven, maar ook over politieke en sociale actualiteiten. De terza pagina wordt zo indirect een spreekbuis voor schrijvers die de misstanden in de Italiaanse maatschappij op literaire wijze aan de kaak willen stellen. Zo waren bepaalde artikelen van Pier Paolo Pasolini in de Corriere della Sera ware aanvallen op de maatschappij, de politiek en de politieke leiders van zijn tijd. De elzeviro weerspiegelt dus niet alleen de culturele, maar ook de sociale en literaire omstandigheden van het land. 
In 1976 maakt de terza pagina een crisis door met de komst van de krant La Repubblica. Deze nieuwe krant, uitgegeven op tabloid-formaat, begon met een aantal pagina’s waarin het meest belangrijke nieuws werd vermeld, onafhankelijk van de vraag in welke deelrubriek dat thuishoorde. Er werd dus geen rekening gehouden met de traditionele indeling van andere kranten, waarbij de derde pagina nadrukkelijk was gereserveerd voor de culturele artikelen. In 1991 besloten ook de Corriere della Sera en la Stampa de culturele beschouwingen elders in de krant te publiceren en de terza pagina voor andere artikelen te gebruiken. 
Tegenwoordig lijkt de terza pagina tot het verleden te behoren. Veel kranten lijken de voorkeur te geven aan journalistieke in plaats van literaire artikelen en wanneer er wel artikelen over literatuur, muziek of theater worden geschreven, zijn ze vaak net iets te gespecialiseerd voor een dagblad. Door de politieke en economische afhankelijkheid van vele Zuid-Italiaanse kranten hebben schrijvers daar vaak weinig vrijheid in de keuze van de onderwerpen van hun artikelen. Het literaire en culturele niveau van de terza pagina is in die kranten dan vaak ook niet zo heel hoog. 

Ook het begrip ‘'elzeviro'’ heeft tegenwoordig een enigszins negatieve bijklank; het wordt gezien als een artikel dat met extreme zorg is geschreven, maar dat vaak niet echt een specifiek onderwerp heeft.